# Liên minh hàng không

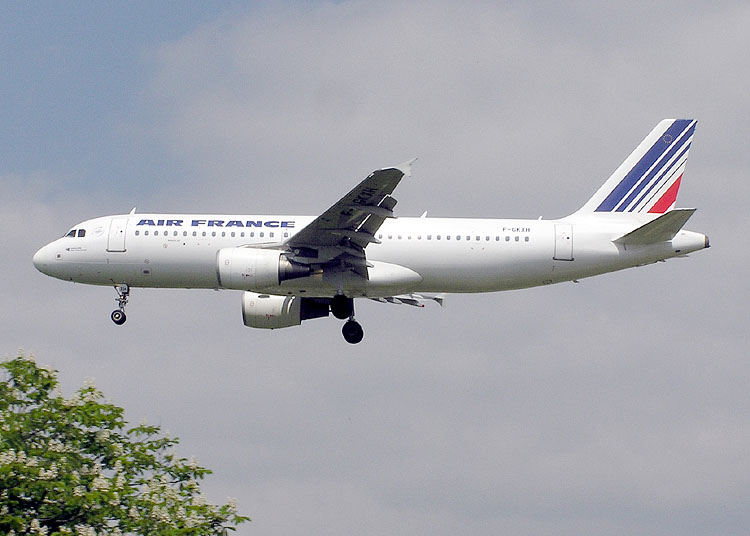
Air France Airbus A320

Liên minh Hàng không là thoả thuận giữa hai hoặc nhiều hãng hàng không hợp tác kinh doanh trên một cấp độ đáng kể. Trên thế giới, có ba liên minh lớn nhất là Star Alliance, SkyTeam và Oneworld. Và cũng có liên minh hàng không hàng hoá (cargo alliance) như WOW Alliance, SkyTeam Cargo, ANA/UPS Alliance. Các liên minh hàng không cũng cung cấp một mạng lưới kết nối và thuận tiện cho hành khách quốc tế và hàng hoá quốc tế.

## Lợi ích và chi phí
Lợi ích có thể bao gồm:
- 1. Mở rộng và tối ưu hoá mạng: Điều này thường được thực hiện qua các mã chia sẻ các bản thỏa thuận. Nhiều người bắt đầu liên minh là chỉ có một mã số mạng chia sẻ.

•	 Giảm chi phí từ chia sẻ:
o	 Bán hàng văn phòng
o	 Bảo trì các thiết bị
o	 Hoạt động của các cơ sở, ví dụ như ăn hoặc các hệ thống máy tính.
o	 Hoạt động của nhân viên, ví dụ như đất xử lý nhân sự, ở check-in và lên bàn làm việc.
o	 Đầu tư và mua hàng, ví dụ như thương lượng để bổ sung khối lượng giảm giá.
•	 Du lịch lợi ích có thể bao gồm:
o	 Thấp hơn giá do giảm chi phí hoạt động cho một lộ trình.
o	 Xem thêm thời gian khởi hành để chọn lựa trên một lộ trình.
o	 Xem thêm trong vòng điểm du lịch dễ dàng tiếp cận.
o	 Shorter lần đi du lịch như là một kết quả của optimised chuyển.
o	 Đáp nhiều sân bay lounges chia sẻ với các thành viên liên minh
o	 Nhanh hơn mileage phần thưởng của thu dặm cho một tài khoản trên một số hãng truyền thông khác nhau.
o	 Round-the-vé thế giới, cho phép khách du lịch để bay trên thế giới cho một mức giá tương đối thấp.
Liên minh hãng hàng không cũng có thể tạo bất lợi cho du lịch, chẳng hạn như:
•	 Cao hơn mức giá khi tất cả cạnh tranh là xoá hoàn toàn trên một số tuyến đường.
•	 Ít hơn các chuyến bay thường xuyên, ví dụ khi hai hãng hàng không bay mỗi ba lần một ngày trên một lộ trình, các liên minh có thể bay chỉ có bốn lần trên cùng một tuyến đường (điều này có thể thật sự đặc biệt là giữa các thành phố được Hubs cho mỗi hãng hàng không, ví dụ như, các chuyến bay giữa Detroit, West, nơi có một trung tâm Fortress, và Amsterdam, nơi KLM Fortress có một trung tâm).

## Hurdles
Khả năng của một hãng hàng không tham gia vào một liên minh thường được giới hạn bởi pháp luật và các quy định hoặc tùy thuộc vào sự chấp thuận của chính quyền. Chống độc luật chơi một vai trò lớn. Đích có thể không được quyền sở hữu của mình, nhưng các hãng hàng không của quốc gia trong đó có trụ sở chính của họ soáng chung. Nếu một hãng hàng không loses nhận dạng của các quốc gia hợp nhất vào một phạm vi rộng lớn với một công ty nước ngoài, hiện có hợp đồng có thể được tuyên bố void của một đất nước mà các đối tượng đến sáp nhập. Các hãng hàng không đầu tiên trong liên minh đã bắt đầu 1930, khi Grace Pan American Airways và các công ty mẹ, Pan American Airways. Thế giới đã đồng ý để trao đổi tuyến đường vào Mỹ-Latin. Liên minh lớn đầu tiên mà vẫn còn hoạt động bắt đầu từ năm 1989, khi West và KLM Royal Dutch Airlines đã đồng ý chia sẻ mã số trên một quy mô lớn. Một bước rất lớn đã được thực hiện vào năm 1992 khi Hà Lan ký kết đầu tiên mở bầu trời thỏa thuận với Hoa Kỳ, mặc dù các phản đối từ Liên Minh châu Âu có thẩm quyền. Điều này đã cung cấp cả hai quốc gia không bị giới hạn quyền trên mỗi đích khác đất. Thông thường đích quyền được cấp cho một số cố định của các chuyến bay mỗi tuần vào một điểm đến cố định. Mỗi điều chỉnh kéo dài đàm phán thường xuyên giữa các chính phủ chứ không phải là giữa các công ty tham gia. Việc Hoa Kỳ rất hài lòng với sự độc lập vị trí mà Hà Lan đã so với EU rằng nó cấp miễn dịch chống lại sự tin tưởng vào liên minh giữa Tây Bắc và KLM. Khác liên minh sẽ chiến đấu trong nhiều năm qua, để vượt qua những rào cản transnational hay vẫn làm như thế. 

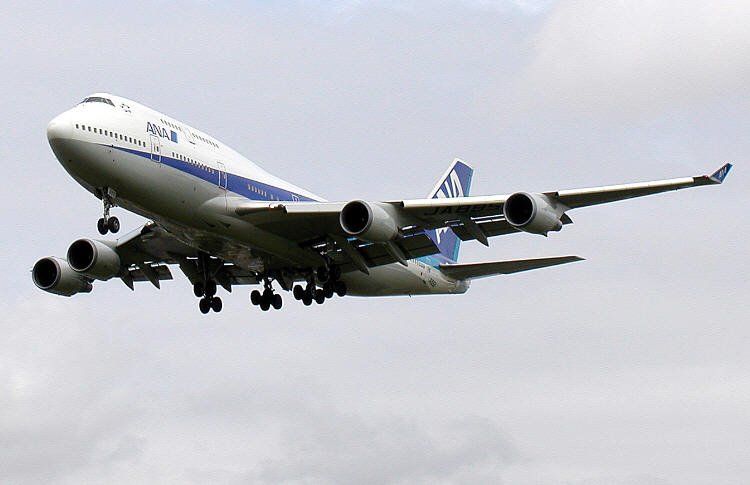
ANA là thành viên trong Star Alliance

## Các liên minh
Và các thành viên thị trường ngày cho các hãng hàng không lớn nhất của liên minh (tháng 12 năm 2008) 
|                     | Star Alliance | SkyTeam | Oneworld |
| ------------------- | --- | --- | --- |
| Hành khách/năm      | 499,90 triệu | 462 triệu | 328,63 triệu |
| Du lịch             | 912 | 902 | 675 |
| Doanh thu (tỷ USD$) | 141,71 | 97,9 | 99,8 |
| Thị trường          | 29,3% | 20,6% | 23,2% |
| Tham gia            | * Air Canada - - Air Canada Jazz - Air China - Shandong Airlines - Air Macau - Air India - Air New Zealand - Air Nelson - Eagle Airways - Mount Cook Air Line - All Nippon Airways (ANA) - Air Nippon - Asiana Airlines - Austrian Airlines - Austrian Airrows - LOT Polish Airlines - EuroLOT - Lufthansa - Air Dolomiti - Augsburg Airways - Contact Air - Eurowings - Lufthansa CityLine - Hãng hàng không Scandinavia (SAS Đan Mạch, Thụy Điển, Na Uy) - Singapore Airlines - South African Airways - SA Express - SA Airlink - Swiss International Air Lines - Swiss European Air Lines - TAP Air Portugal - Portugália - Thai Airways International - Turkish Airlines - United Airlines - United Exoress | * Aeroflot - Aeroméxico - Aeroméxico Connect - Aerolíneas Argentinas - Air Europa - Air France - Joon - CityJet - HOP! - Alitalia - Alitalia Express - China Airlines - China Eastern Airlines - Shanghai Airlines - China Southern Airlines(Đã rời khỏi Sky Team) - CSA Czech Airlines - Delta Air Lines - Delta Connection - Delta Shuttle - KLM Royal Dutch Airlines - KLM Cityhopper - transavia.com - Korean Air - Kenya Airways - Garuda Indonesia - Middle East Airlines - Saudi Arabian Airlines - TAROM - Vietnam Airlines - Pacific Airlines - VASCO - Xiamen Airlines | * American Airlines - - American Eagle - Executive Air - American Connection - Chautauqua Airlines - Trans States Airlines - British Airways - BA CityFlyer - Comair - Loganair (tới tháng 10 năm 2008) - Sun Air - Cathay Pacific - Cathay Dragon - Finnair - Iberia Airlines - Air Nostrum - Japan Airlines - JALways - JAL Express - Japan Transocean Air - J-Air - LATAM Airlines - LATAM Peru - LATAM Express - LATAM Argentina - LATAM Ecuador - LATAM Brazil - Malaysia Airlines - Qantas Airways - JetConnect - QantasLink - Eastern Australia Airlines - Southern Australia Airlines - National Jet Systemes - Qatar Airways - Royal Air Maroc - Royal Air Maroc Express - Royal Jordanian - S7 Airlines - SriLankan Airlines |